# ATP China International Tennis Challenge 2013
L'ATP China International Tennis Challenge 2013 è stato un torneo di tennis facente parte della categoria ATP Challenger Tour nell'ambito dell'ATP Challenger Tour 2013. È stata la 2ª edizione del torneo che si è giocata ad Anning in Cina dal 29 aprile al 5 maggio 2013 su campi in terra rossa e aveva un montepremi di $50,000.

## Partecipanti singolare

### Teste di serie
| Nazionalità | Giocatore       | Ranking* | Testa di serie |
| ----------- | --------------- | -------- | -------------- |
| Australia   | Matthew Ebden   | 136      | 1              |
| Belgio      | Ruben Bemelmans | 139      | 2              |
| Cina        | Zhang Ze        | 157      | 3              |
| Francia     | Josselin Ouanna | 158      | 4              |
| Cina        | Wu Di           | 173      | 5              |
| Giappone    | Hiroki Moriya   | 192      | 6              |
| Francia     | Vincent Millot  | 206      | 7              |
| Australia   | Samuel Groth    | 211      | 8              |

- Ranking al 22 aprile 2013.

### Altri partecipanti
Giocatori che hanno ricevuto una wild card:
- Gao Peng
- Li Yu Cheng
- Wang Chuhan
- Wang Ruikai

Giocatori che sono passati dalle qualificazioni:
- Chris Guccione
- Tatsuma Itō
- James Ward
- Zhao Cai

## Partecipanti doppio

### Teste di serie
| Nazionalità   | Giocatore          | Nazionalità   | Giocatore          | Ranking* | Testa di serie |
| ------------- | ------------------ | ------------- | ------------------ | -------- | -------------- |
| Thailandia    | Sanchai Ratiwatana | Thailandia    | Sonchat Ratiwatana | 146      | 1              |
| Australia     | Samuel Groth       | Australia     | John-Patrick Smith | 209      | 2              |
| Australia     | Chris Guccione     | Australia     | Matt Reid          | 255      | 3              |
| Taipei cinese | Lee Hsin-han       | Taipei cinese | Peng Hsien-yin     | 267      | 4              |

- Ranking al 22 aprile 2013.

### Altri partecipanti
Coppie che hanno ricevuto una wild card:
- Feng Nian /  Wang Chuhan
- Gao Peng /  Gao Wan
- Tan Hai-Yun /  Wang Ruikai

## Vincitori

### Singolare
Márton Fucsovics ha battuto in finale  James Ward con il punteggio di 7–5, 3–6, 6–3.

### Doppio
Victor Baluda /  Dino Marcan hanno battuto in finale  Samuel Groth /  John-Patrick Smith con il punteggio di 6(5)–7, 6–4, [10–7].